# Simon Lang
Simon Lang (* 22. April 1980 in Dachau) ist ein deutscher Koch.

## Werdegang
Seine Ausbildung absolvierte Lang von 1995 bis 1998 im Hotel Alpenhof in Augsburg.
2003 ging er zum Restaurant Schuhbecks in den Südtiroler Stuben bei Alfons Schuhbeck in München (ein Michelinstern), 2004 zum Restaurant Bodendorf’s bei Holger Bodendorf in Tinnum auf Sylt (ein Michelinstern) und 2004 zum Restaurant Lenbach im Lenbach Palais bei Ali Güngörmüş in München, wo er 2006 Souschef wurde.
2007 wurde er Küchenchef im Bistro von Feinkost Käfer in München und im gleichen Jahr Küchenchef im Restaurant Walter’s im Kurhaus Göggingen in Augsburg, 2013 Küchenchef im Gourmetrestaurant Simon Lang in Augsburg.
Seit Juli 2016 ist er Küchendirektor im Hotel Maximilian’s (damals noch Hotel Drei Mohren) und Küchenchef im Restaurant Sartory in Augsburg, das seit 2019 mit einem Michelinstern ausgezeichnet wird.

## Auszeichnungen
- 2019: Ein Michelinstern für Restaurant Sartory in Augsburg[2]